# Jean Reno
Jean Reno (rođen u Casablanci 30. srpnja 1948. kao Juan Moreno y Herrera-Jiménez) francuski je filmski glumac španjolskog podrijetla. Glumio je u brojnim francuskim i međunarodnim produkcijama.

## Životopis
Reno je rođen u Maroku od španjolskih roditelja. Sa 17 godina preselio je u Francusku. Studirao je dramsku umjetnost, kasnije radio u kazalištu i na televiziji. S obzirom na svoju građu i visinu od 191 cm, u početku je filmske karijere većinom glumio nasilnike, da bi tek kasnije počeo glumiti protagoniste u romantičnim komedijama i akcijskim filmovima. Glumio je u nekoliko filmova Luca Bessona, počevši s Bessonovim prvim filmom Le dernier combat (iz 1983.). Dvojac je nastavio surađivati u narednim desetljećima, u filmovima kao što su Veliko plavetnilo (1988.), Nikita (1990.) i Leon profesionalac (1994.).
Reno je posudio glas u francuskoj sinkronizaciji Kralja lavova. Nastupio je u mnogim američkim filmovima, kao što su Francuski poljubac (1995.) s Meg Ryan i Kevinom Klineom, Nemoguća misija (1996.) s Tomom Cruiseom, Ronin (1998.) s Robertom De Nirom i Godzilla (1998.). Reno je odbio ulogu agenta Smitha u The Matrixu, koju je kasnije prihvatio Hugo Weaving. Glumio je u francuskoj hit-komediji Posjetitelji (Les Visiteurs, 1993.), Grimizne rijeke (Les Rivières Pourpres, 2000.) i Jet Lag (Décalage horaire, 2002.). Nastupio je sa Steveom Martinom u filmovima Pink Panther (2006.) i Pink Panther 2 (2009.). Glumio je policijskog inspektora Bezu Fachea u hitu Da Vincijev kod. 2010. godine glumio je u akcijskome kriminalističkom filmu 22 metka (L' immortel).
Godine 2013. ostvario je svoju prvu naslovnu ulogu u TV seriji, u francusko-britanskoj koprodukciji Jo.

### Privatni život
Reno se tri puta ženio i ima šestero djece. Živi u Parizu i Los Angelesu.

## Vanjske poveznice
- Jean Reno u internetskoj bazi filmova IMDb-u (engl.)